# Сирано
„Сирано“ (на английски: Cyrano) е романтична драма от 2021 г. на режисьора Джо Райт, адаптация е на едноименния мюзикъл от 2018 г. и на пиесата „Сирано дьо Бержерак“ на Едмон Ростан. Във филма участва Питър Динклидж в едноименната главна роля.